# Asparagus scoparius
Asparagus scoparius és una espècie de planta de la família de les Asparagàcies endèmica de les Illes Canàries, concretament de Gran Canària, Tenerife i La Palma. Se'l coneix com a "esparragón raboburro". És un arbust perenne i erecte, amb cladodis aciculars (en forma d'agulla, com les fulles dels pins), no espinosos i menors de 2 cm, i agrupats en fascicles de 4-20. Les inflorescències posseeixen nombroses flors i floreix al març. Asparagus scoparius és un endemisme macaronèsic present també a Madeira, les Illes Salvatges i es troba a matollars costaners i vegetació termòfila.

## Taxonomia
Asparagus scoparius va ser descrita per Lowe, Richard Thomas

### Etimologia
- Asparagus: prové del clàssic llatí "sparagus".[3]
- scoparius: epítet llatí que deriva del terme llatí que significa "branquetes", amb relació a l'aspecte del seu port.[4]

## Galeria

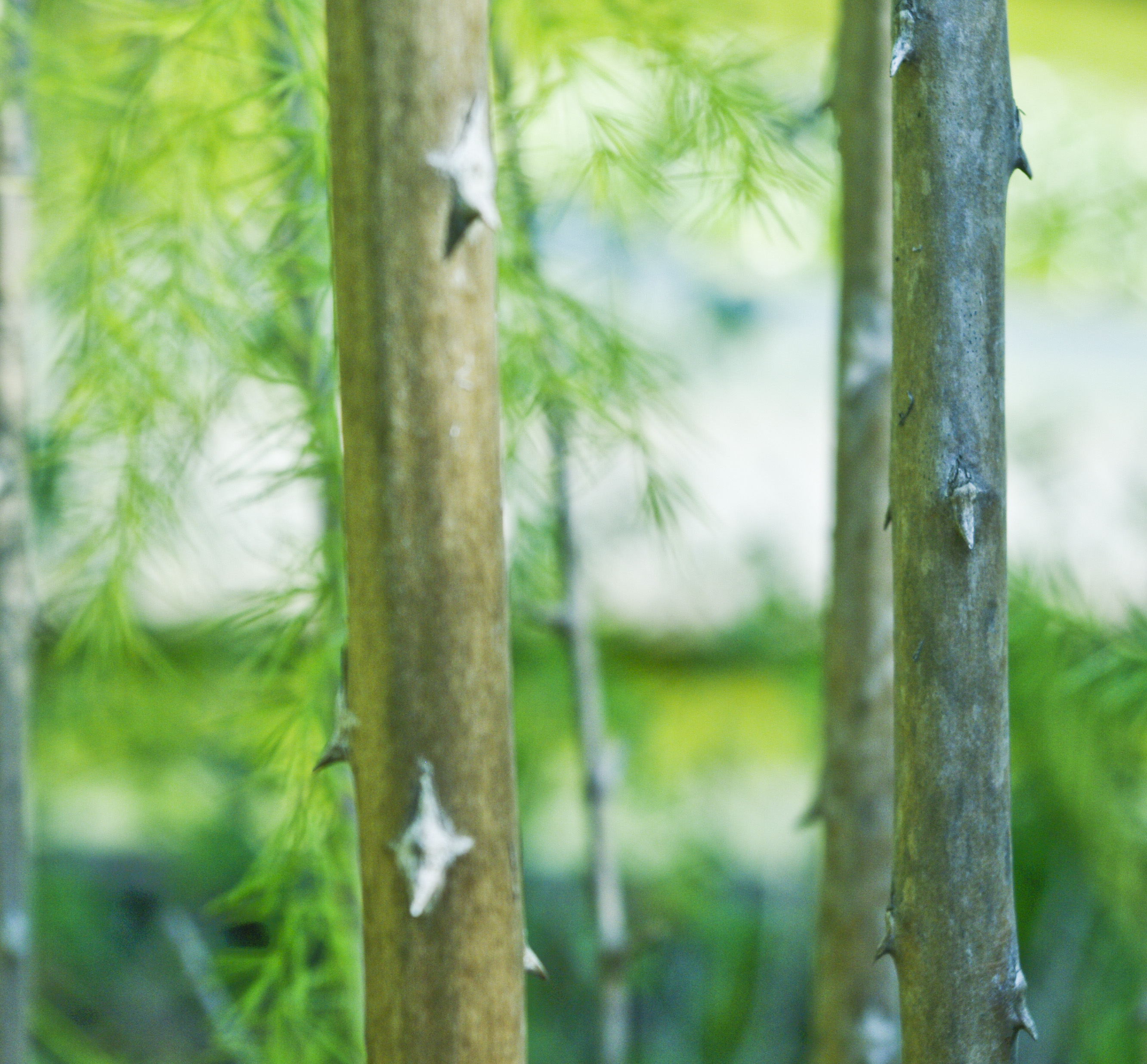
Detall de les espines.
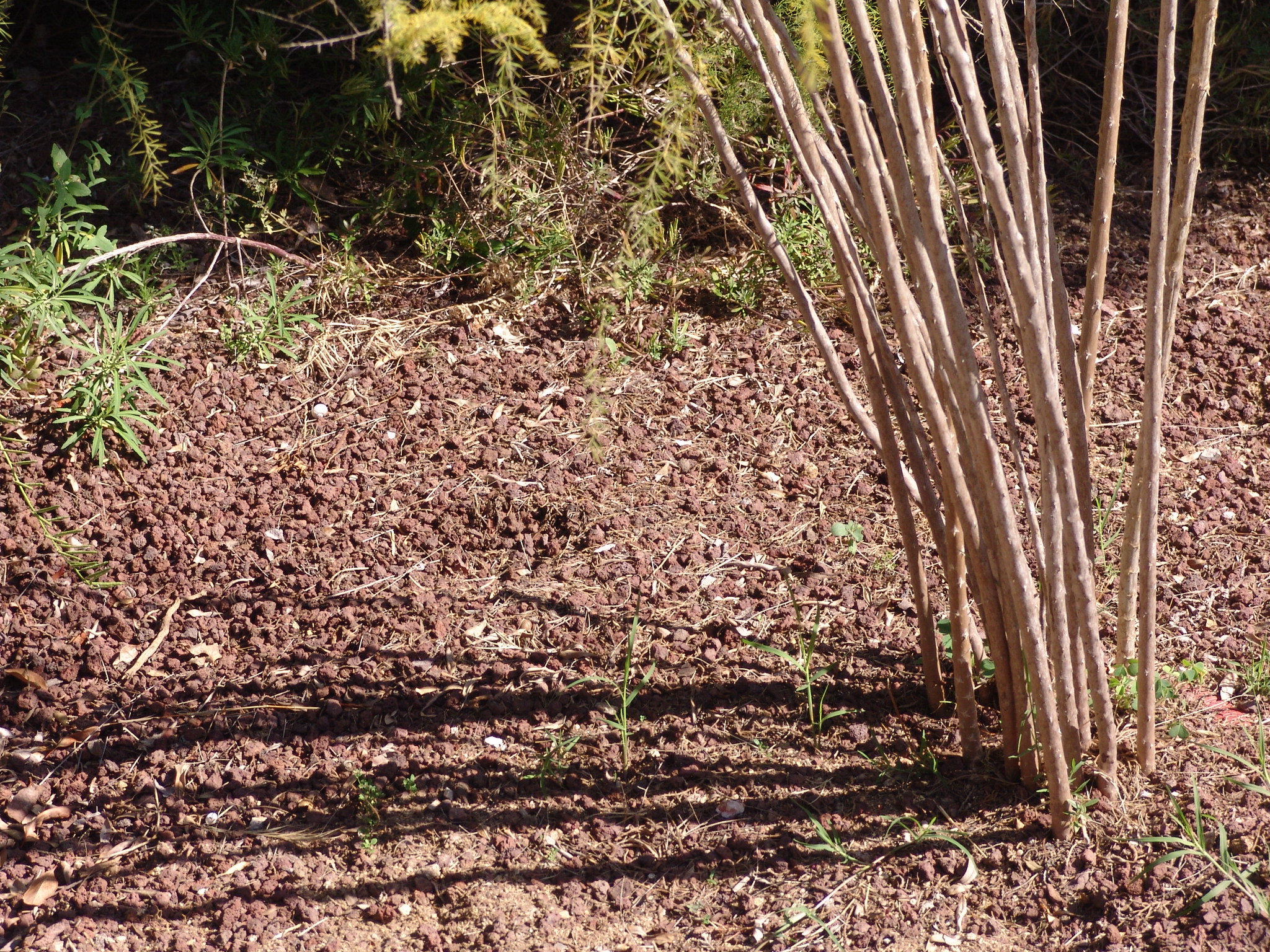
Tiges
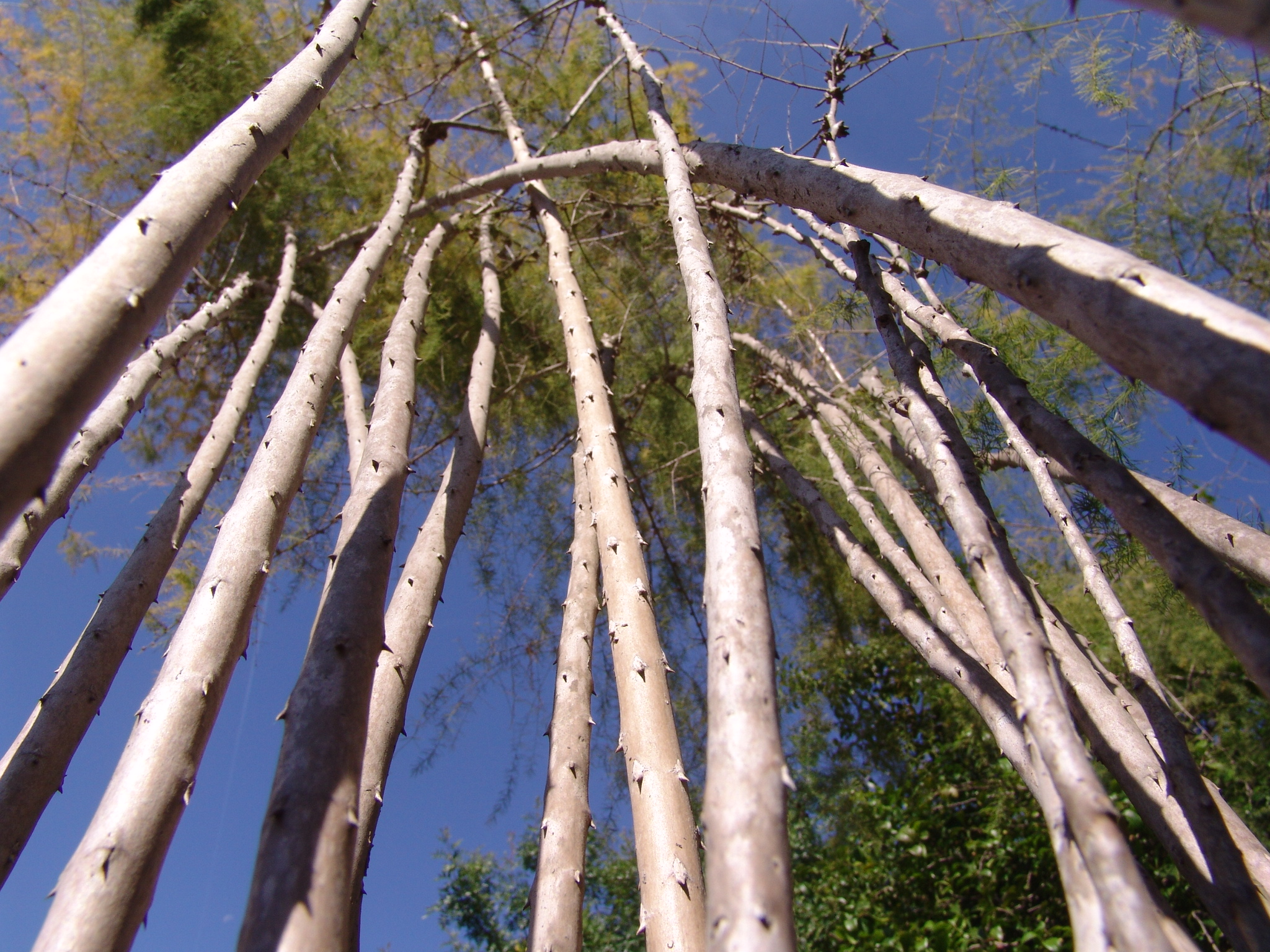
Visió de l'arbust des de sota.
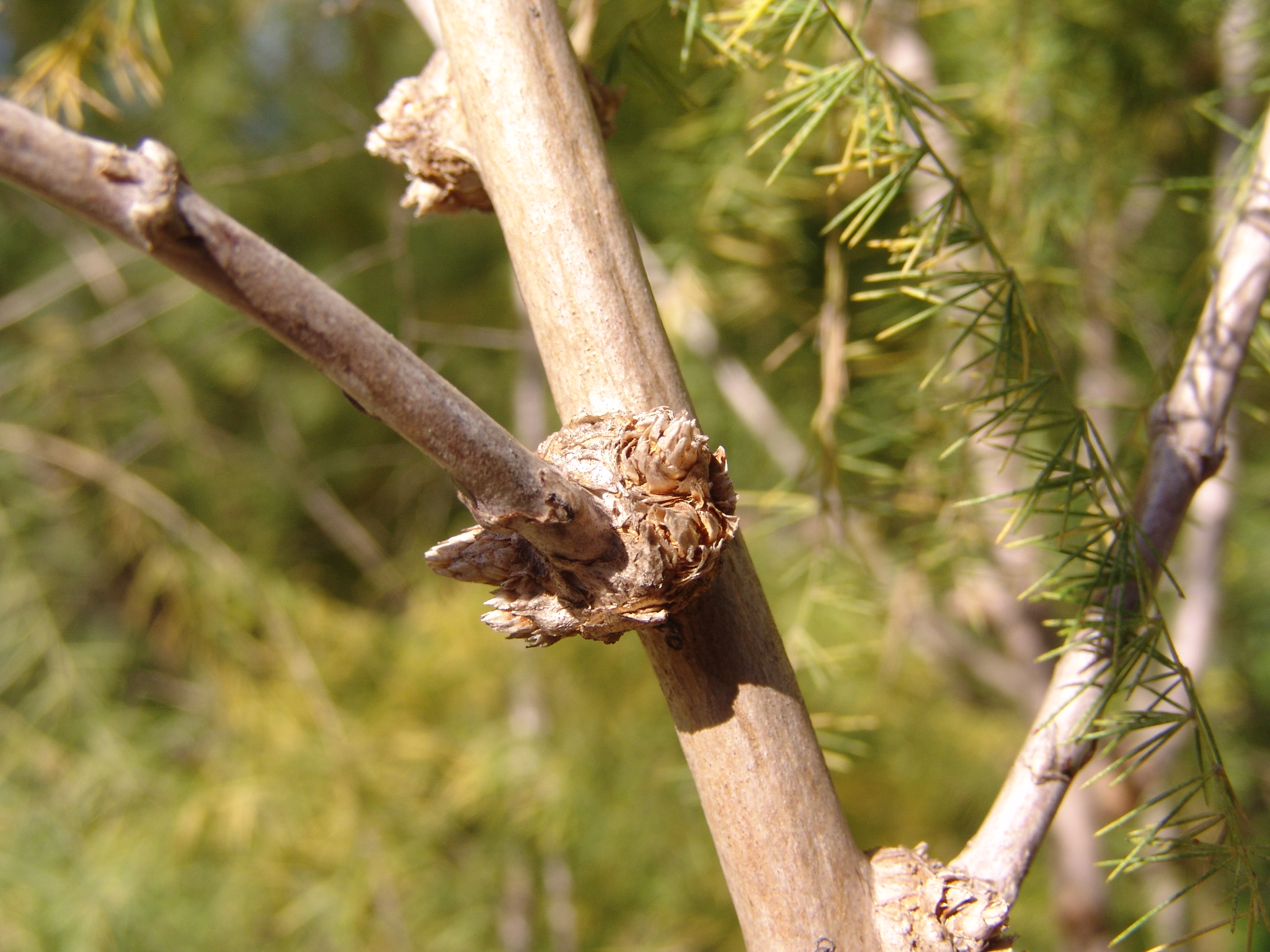
Detall de la tija.
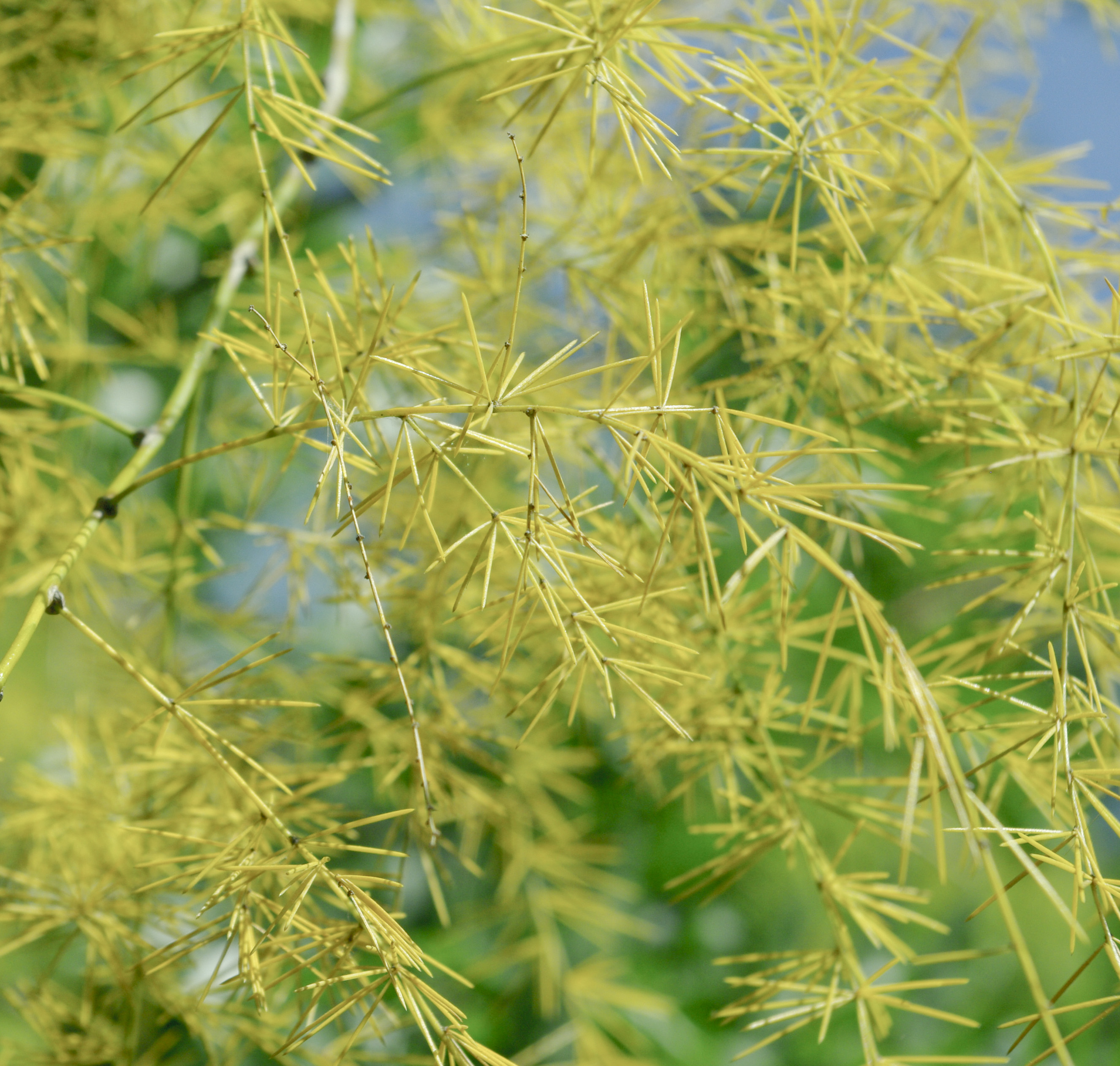
Fulles